# إيراد كلي
إيراد كلي = تكلفة عناصر الإنتاج + القيمة المضافة (الربح) .
أي هي عبارة عن مجموع تكلفة عناصر الإنتاج المستخدمة في إنتاج السلعة إضافة إلى القيمة الاضافية التي تضاف إلى التكلفة، والمعبر عنها ب (الربح) وعند حساب الإيرادات الكلية يجب مراعاة كافة عناصر الإنتاج المستخدمة في العملية الإنتاجية.

## اقرأ أيضا
- منتج حدي
- تكلفة حدية
- تكلفة كلية
- تكلفة متغيرة
- تكلفة ثابتة
- تكلفة متوسطة
- تكلفة التخفيض الحدي
- النظرية الحدية